# Don't Fight the Feeling
Don't Fight the Feeling è il settimo EP del gruppo musicale sudcoreano-cinese EXO, pubblicato il 7 giugno 2021.

## Descrizione
È la loro prima uscita da Obsession nel 2019.  L'edizione fisica è stata pubblicata in diverse versioni, tra cui due versioni di fotolibri, una versione jewel case e una versione Expansion con uno dei sei membri: Baekhyun, Chanyeol, D.O., Kai, Sehun o Xiumin in copertina.

## Tracce
1. Don't Fight the Feeling – 2:56 (testo: Kenzie – musica: Mike Jiminez, Damon Thomas, Tesung Kim (Iconic Sound), Tha Aristocrats, Tiyon "TC" Mack, Moon Kim)
2. Paradise (파라다이스?, ParadaiseuLR) – 3:37 (testo: Brandon Arreaga, Edwin Honoret, Jake Torrey, Michael Matosic – musica: Arreaga, Honoret, Torrey, Matosic)
3. No Matter (훅!?, Huk!LR) – 3:42 (testo: Mok Ji-min (lalala Studio) – musica: Skylar Mones, Andreas Öberg, Patrick Hartman)
4. Runaway – 4:17 (testo: Seo Ji-eum – musica: Kevin White (Rice n' Peas), Mike Woods (Rice n' Peas), Andrew Bazzi (Rice n' Peas))
5. Just as Usual (지켜줄게?, lit. I'll Protect You) – 3:27 (testo: Thama (Devine Channel) – musica: San (Vendors), Fascinador (Vendors), Zenur (Vendors), Shaquille Rayes)

## Classifiche

### Classifiche settimanali
| Classifica (2021) | Posizione massima |
| ----------------- | ----------------- |
| Corea del Sud     | 1                 |
| Finlandia         | 39                |
| Giappone          | 3                 |
| Polonia           | 27                |
| Ungheria          | 29                |

### Classifiche di fine anno
| Classifica (2021) | Posizione |
| ----------------- | --------- |
| Corea del Sud     | 7         |
| Giappone          | 85        |

## Date di pubblicazione
| Regione       | Data          | Formatj           | Etichetta                 |
| ------------- | ------------- | ----------------- | ------------------------- |
| Corea del Sud | 7 giugno 2021 | Download digitale | SM Entertainment, Dreamus |
| Mondo         | 7 giugno 2021 | Download digitale | SM Entertainment          |
| Corea del Sud | 7 giugno 2021 | CD                | SM Entertainment, Dreamus |